# Michael Garrick
Michael Garrick (Enfield Town, 30 mei 1933 – 11 november 2011) was een Britse jazzpianist, -organist en -componist en een pionier in het mengen van jazz met poëzielezingen en in het gebruik van jazz in grootschalige koorwerken.

## Biografie
Garrick werd geboren in Enfield Town en opgeleid aan het University College London, waar hij in 1959 afstudeerde met een bachelor in Engelse literatuur. Daar vormde hij als student zijn eerste kwartet, met vibrafonist Peter Shade. Opnamen hiervan zijn op HEP (Chronos en Silhouette, uitgebracht bij Gearbox vinyl). Naast enkele lessen aan de Ivor Mairants School of Dance Music, was Garrick een volledig autodidactisch musicus (hij was uit Eleanor B. Franklin-Pike's pianolessen verdreven, omdat hij tijdens een leerlingenconcert In the Mood citeerde), hoewel hij als volwassen student in de jaren 1970 naar het Berklee College of Music in Boston ging. Al snel na zijn afstuderen werd Garrick muzikaal directeur van Poetry & Jazz in Concert, een roadshow bedacht door dichter en uitgever Jeremy Robson, waarbij schrijvers als Laurie Lee, Adrian Mitchell, Vernon Scannell, Spike Milligan, Dannie Abse en John Smith betrokken waren. Garricks kwintet omvatte op dit moment Joe Harriott en Shake Keane. Garrick kreeg in de Britse hedendaagse jazzwereld aanvankelijk een bijzondere bekendheid als pianist met het Don Rendell-Ian Carr kwintet van 1965 tot 1969 en leidde zijn eigen sextet vanaf 1966.
Garrick is misschien wel het meest bekend om zijn jazzchoral werk, waarvan hij de eerste begon in 1967. Jazz Praises, een uitgebreid religieus werk voor zijn sextet en een groot koor, werd onder meer uitgevoerd in de St. Paul's Cathedral in Londen. Met dichter John Smith produceerde hij een reeks van dergelijke werken, te beginnen in 1969 met Mr Smith's Apocalypse voor sextet, sprekers en koor, dat zijn première beleefde op het Farnham Festival. Het hoogtepunt van deze samenwerking was A Zodiac of Angels, een koorjazzballet dat in januari 1988 onder het vernieuwende stokje van Victor Fox in het Opera Theater Manchester werd uitgevoerd met behulp van een symfonieorkest, zeven jazzsolisten waaronder Norma Winstone, een volledig koor en een dansgezelschap. De Indiase klassieke muziek heeft veel van zijn composities beïnvloed.
Naast zijn optredens, opnamen en composities was Garrick sterk betrokken bij het jazzonderwijs en bekleedde hij onderwijsfuncties aan de Royal Academy of Music en aan het Trinity College of Music in Londen. Hij bleef lesgeven aan zomerscholen, zowel voor de Guildhall School of Music and Drama als op zijn eigen Jazz Academy vakantiecursussen, vanaf 1989 in Beechwood in Tunbridge Wells. Jarenlang bezocht hij met zijn trio scholen, waar hij interactieve evenementen presenteerde om kinderen kennis te laten maken met jazz.
Zijn eigen platenlabel Jazz Academy Records heeft vele albums van zijn Michael Garrick Jazz Orchestra uitgebracht en ook trio, solo, kwartet en andere kleine groepen, waaronder zangers Norma Winstone, Anita Wardell en Jacqui Dankworth. In 2010 begon Garrick een samenwerking met zangeres Nette Robinson. Op het moment van zijn overlijden was hij ook begonnen met de ontwikkeling van een kwartet met vibrafonist Jim Hart, dat een deel van de muziek van het Modern Jazz Quartet zou hebben herbewerkt en een halve eeuw eerder een weerklank zou hebben gegeven van zijn eigen eerste kwartet. Dat jaar nam hij met zijn trio (met Colin Barnes op drums en Dave Green op bas) ook deel aan de publicatie van de opname The Girl with Brown Hair uit 1964, met steun aan Dick Morrissey.
Garrick werd benoemd tot lid van de Orde van het Britse Rijk in de Birthday Honours in 2010. Hij publiceerde zijn autobiografie Dusk Fire: Jazz in English Hands, geschreven in samenwerking met Trevor Bannister in hetzelfde jaar.

## Overlijden
Michael Garrick overleed in november 2011 op 78-jarige leeftijd na hartproblemen. 

## Discografie
Als leader
| Jaar opname | Titel                                          | Label        | Personeel |
| ----------- | ---------------------------------------------- | ------------ | --- |
| 1958?       | Silhouette                                     | Gearbox      | Kwartet, met Brian Barnes (drums, zang), Josephine Stahl (zang), Peter Shade, Paul Hemmings |
| 1959?       | Blues for the Lonely                           | Columbia     | Met Joe Harriott, Shake Keane, Jeremy Robson; uitgebracht als ep |
| 1959?       | Kronos                                         | Hep          | Kwartet, met Peter Shade, Paul Hemmings, Brian Barnes |
| 1963?       | A Case of Jazz                                 |              | |
| 1963?       | Poetry and Jazz in Concert                     |              | |
| 1964?       | Moonscape                                      |              | Trio |
| 1965        | October Woman                                  |              | Met Shake Keane (trompet), Joe Harriott (altsax), Coleridge Goode (bas), Colin Barnes (drums), Elizabethan Singers |
| 1965?       | Promises                                       |              | |
| 1966?       | Before Night/Day                               |              | |
| 1966        | Black Marigolds                                |              | Met Ian Carr (trompet, bugel), Don Rendell (sopraansax, tenorsax), Joe Harriott (altsax), Tony Coe (tenorsax), Dave Green (bas), Colin Barnes en Trevor Tompkins (drums), John Smith (poëzie) |
| 1968        | Jazz Praises at St Paul's                      |              | |
| 1969?       | Poetry and Jazz 250                            |              | |
| 1970        | The Heart Is a Lotus                           |              | Met Ian Carr (trompet, bugel), Art Themen (sopraansax, tenorsax, klarinet, fluit), Don Rendell (sopraansax, tenorsax, fluit), Coleridge Goode en Dave Green (bas), Trevor Tompkins (drums), Norma Winstone (zang) |
| 1971        | Mr Smith's Apocalypse                          |              | |
| 1972        | Home Stretch Blues                             |              | Met Henry Lowther (trompet, bugel), Art Themen (sopraansax, tenorsax), Don Rendell (tenorsax, fluit), Dave Green (bas), Trevor Tompkins (drums), Norma Winstone (zang) |
| 1972        | Cold Mountain                                  |              | Met Dave Green (bas), Trevor Tompkins (drums) |
| 1973        | Troppo                                         |              | Met Henry Lowther (trompet, bugel), Art Themen (sopraansax, tenorsax), Don Rendell (tenorsax, fluit), Coleridge Goode en Dave Green (bas), Trevor Tompkins (drums), Norma Winstone (zang) |
| 1978?       | You've Changed                                 |              | Met Don Weller, Chris Lawrence, Alan Jackson |
| 1993        | A Lady in Waiting                              | Jazz Academy | Trio, met Dave Green (bas), Alan Jackson (drums) |
| 1994        | Meteors Close at Hand                          | Jazz Academy | Met Andy Bush, Mike Diprose, Ollie Preece, Martin Shaw, Steve Waterman en Ian Wood (trompet, bugel), Brian Archer, Matt Coleman, Pat Hartley, Bill Mee en Mark Da Silva (trombone), Scott Garland, Jimmy Hastings, Mike Hall, Martin Hathaway, Bob McKay, Mike Page, Jim Tomlinson en Matt Wates (saxofoon), Phil Lee en Colin Oxley (gitaar), Paul Moylan (bas), Alan Jackson (drums) |
| 1995        | Parting Is Such                                | Jazz Academy | Met Don Rendell (tenorsax), Chris Garrick (viool), Dave Green (bas), Alan Jackson (drums) |
| 1995–96     | For Love of Duke... and Ronnie                 | Jazz Academy | Met Gabriel Garrick, Ollie Preece, Steve Waterman en Ian Wood (trompet), Brian Archer, Bill Mee en Mark Da Silva (trombone), Mike Hall, Martin Hathaway, Bob McKay, Jim Tomlinson en Matt Wates (saxofoon), Dominic Ashworth (gitaar), Paul Moylan (bas), Alan Jackson (drums), Jacqui Dankworth (zang)                                                                                |
| 1999        | Down on Your Knees                             | Jazz Academy | Met Mark Armstrong, Gabriel Garrick, Paul Jayasinha, Martin Shaw en Steve Waterman (trompet), Brian Archer, Matt Coleman, Dave Holt, Bill Mee, Mark Nightingale en Malcolm Earl Smith (trombone), Paul Booth, Ben Castle, Mike Hall, Bob McKay, Jim Tomlinson en Matt Wates (saxofoon), Dominic Ashworth (gitaar), Paul Moylan (bas), Alan Jackson (drums), Anita Wardell (zang)       |
| 2000?       | Genius                                         |              | |
| 2001        | The New Quartet                                | Jazz Academy | Kwartet, met Martin Hathaway (sopraansax, altsax), Paul Moylan (bas), Alan Jackson (drums) |
| 2002        | Green and Pleasant Land                        | Jazz Academy | Kwartet, met Dominic Ashworth (gitaar), Chris Garrick (viool), Paul Moylan (bas); in concert |
| 2003        | Peter Pan Jazz Dance Suite                     | Jazz Academy | Met Mark Armstrong, Quentin Collins, Gabriel Garrick, Dave Priseman en Nick Smart (trompet), James Adams, Dave Eaglestone en Mark Da Silva (trombone), Jamie Anderson, Paul Booth, Mick Foster, Martin Hathaway, Bob McKay en Matt Wates (reeds), Dominic Ashworth en Pete Callard (gitaar), Paul Moylan (bas), Alan Jackson (drums), Anita Wardell (zang)                             |
| 2004        | Big Band Harriott                              | Jazz Academy | |
| 2005        | Children of Time                               | Jazz Academy | Met Martin Shaw, Steve Waterman en Gabriel Garrick (trompet), Mark Da Silva, Alastair White en Dave Eaglestone (trombone), Jamie Anderson, Mick Foster, Martin Hathaway, Bob McKay en Matt Wates (saxofoon), Dominic Ashworth (gitaar), Paul Moylan (bas), Alan Jackson (drums), Norma Winstone (zang)                                                                                 |
| 2005        | Yet Another Spring                             | Jazz Academy | Met Martin Shaw, Steve Waterman en Gabriel Garrick (trompet), Mark Da Silva, Alastair White en Dave Eaglestone (trombone), Jamie Anderson, Mick Foster, Martin Hathaway, Bob McKay en Matt Wates (saxofoon), Dominic Ashworth (gitaar), Paul Moylan (bas), Alan Jackson (drums), Norma Winstone (zang)                                                                                 |
| 2007        | Inspirations                                   | Jazz Academy | Kwartet, met Martin Hathaway (sopraansax, altsax), Paul Moylan (bas), Alan Jackson (drums) |
| 2008?       | Introducing Mick Garrett-GIGS                  |              | |
| 2009?       | Lady of the Aurian Wood – A Magic Life of Duke |              | |
| 2010?       | Tone Poems                                     |              | |

Bijna alle vroege opnames van Garrick zijn opnieuw uitgebracht op cd, vooral via Vocalion Records. Moonscape werd in 2007 heruitgegeven bij Trunk Records. Albums uit de jaren 1990 tot en met 2010 verschenen vooral op zijn Jazz Academy label.
Met het Rendell–Carr Quintet
- 1965: Dusk Fire
- 1968: Phase III
- 1968: Live
- 1969: Change Is

### Composities
- Praises: een miscellanie van religieuze teksten en beelden voor jazzgroep, orgel en koor. Opgenomen in 1965: Simon Preston (orgel), Louis Halsey's Elizabethan Singers en jazzkwintet met Joe Harriott (altsaxofoon) en Shake Keane (trompet)
- Mr Smith's Apocalypse: cantate (gedichten van John Smith). Opdracht van Farnham Festival, 1969. Dezelfde krachten als Lof, plus lezers.  Opgenomen in 1970 met het Garrick septet.
- Judas Kiss: het lijdensverhaal van Christus. Tekst samengesteld uit de vier evangeliën. Opdracht van Nottingham Festival, 1971. Dezelfde krachten als Mr Smith's Apocalypse, met strijkorkest toegevoegd in 1990.  Niet commercieel opgenomen.
- A Hobbit Suite of Gemstones: suite gebaseerd op J.R.R. Tolkien. De Hobbit in negen delen. Opdracht van Mersey Arts, 1973 voor het jazzsextet, inclusief de stem van Norma Winstone. Later uitgebreid voor jazzorkest. Opgenomen in 1994 (selecties uit de uitgebreide versie).
- Jazz Portraits: een doorlopend project uit 1975, met figuren uit de jazz zoals Duke Ellington, John Coltrane, Dizzy Gillespie, McCoy Tyner, Thelonious Monk en Bill Evans voor grote en kleine ensembles.
- Underground Streams: een after-death soliloquy, met intermezzo's van engelen en andere hemelse wezens. Gebaseerd op Rudolf Steiners lezingencyclus uit 1912 Life between Death and Rebirth. Opdracht van de Jazz Centre Society, Londen, 1978. Krachten: zang, gitaar en piano. Eerste optreden in South Bank Centre, juni 1978 met Norma Winstone (zang), Phil Lee (gitaar) en Garrick (piano).  Niet commercieel opgenomen; uitgezonden op BBC Radio 3.
- Hardy Country: suite voor klein of groot ensemble, met of zonder zangpartij; in negen zelfstandige delen, plus drie gedichtensettings voor spreker. Opdracht van South-West Arts en Eldridge Pope, brouwers, van Dorchester. Eerste uitvoering juni 1990 in de Thomas Hardy Hall door jazzkwartet met Norma Winstone. Later uitgebreid voor jazzorkest. Selectie van uitgebreide versie opgenomen in 1994.
- A Zodiac of Angels: suite van twaalf stukken, die de situatie en functie van twaalf hemelse wezens uitbeeldt zoals gedefinieerd in A Dictionary of Angels van Gustav Davidson; geselecteerd en omgezet in verzen door John Smith. Opdracht van Manchester Education Authority voor symfonieorkest, zes jazz instrumentale solisten, jazz zangeres, koor en solisten. Eerste optreden in het Royal Northern College of Music Opera Theatre, januari 1988 in een volledig geënsceneerde (dans)versie.
- The Royal Box: suite in negen delen gebaseerd op frasen die verband houden met royalty's (bijvoorbeeld The Old Pretender, The Royal Prerogative, A Lady in Waiting, etc.). Geïnspireerd door de media-aandacht van de Britse koninklijke familie, in het bijzonder prins Charles en prinses Diana. In twee versies: piano/bass/drums trio en jazzorkest. Trio-opname compleet; selecties van de jazz-orkestversie opgenomen.
- Bovingdon Poppies: oratorium van gedicht Bovingdon Poppies (een gedicht van Eva Travers), voor koor, solisten, jazz-sextet en strijkorkest. Eerste uitvoering: Herdenkingsdag, november 1993.

## Autobiografie
- Michael Garrick, Dusk Fire: Jazz in English Hands (with Trevor Bannister). Earley, Reading: Springdale Publishing, 2010. ISBN 978-0-9564353-0-9

## Andere bronnen
- Coleridge Goode and Roger Cotterrell, Bass Lines: A Life in Jazz. London: Northway Publications, 2002.
- Alan Robertson, Joe Harriott: Fire in His Soul, 2nd edn. London: Northway Publications, 2011.